# Lahstedt
Lahstedt - dawna gmina samodzielna (niem. Einheitsgemeinde) w Niemczech, w kraju związkowym Dolna Saksonia, w powiecie Peine. 1 stycznia 2015 jej dzielnice zostały włączone do gminy Ilsede, a gminę samodzielną rozwiązano.

## Geografia
Lahstedt położone jest ok. 11 km na południe od miasta Peine.

## Dzielnice
W skład gminy wchodzą następujące dzielnice:
- Adenstedt
- Gadenstedt
- Groß Lafferde
- Münstedt
- Oberg